# Saint-Sigismond, Haute-Savoie
Saint-Sigismond este o comună în departamentul Haute-Savoie din sud-estul Franței. În 2009 avea o populație de 642 de locuitori.

## Evoluția populației
| An        | 1975 | 1982 | 1990 | 1999 | 2006 | 2009 |
| --------- | ---- | ---- | ---- | ---- | ---- | ---- |
| Populație | 185  | 207  | 319  | 587  | 673  | 642  |